# ジャパニーズ・ウイスキーの蒸留所一覧
ジャパニーズ・ウイスキーの蒸留所一覧（ジャパニーズ・ウイスキーのじょうりゅうしょいちらん）は、日本国内のジャパニーズ・ウイスキーの蒸留所（「蒸溜所」とも称す）を一覧化した記事である。

## 北海道

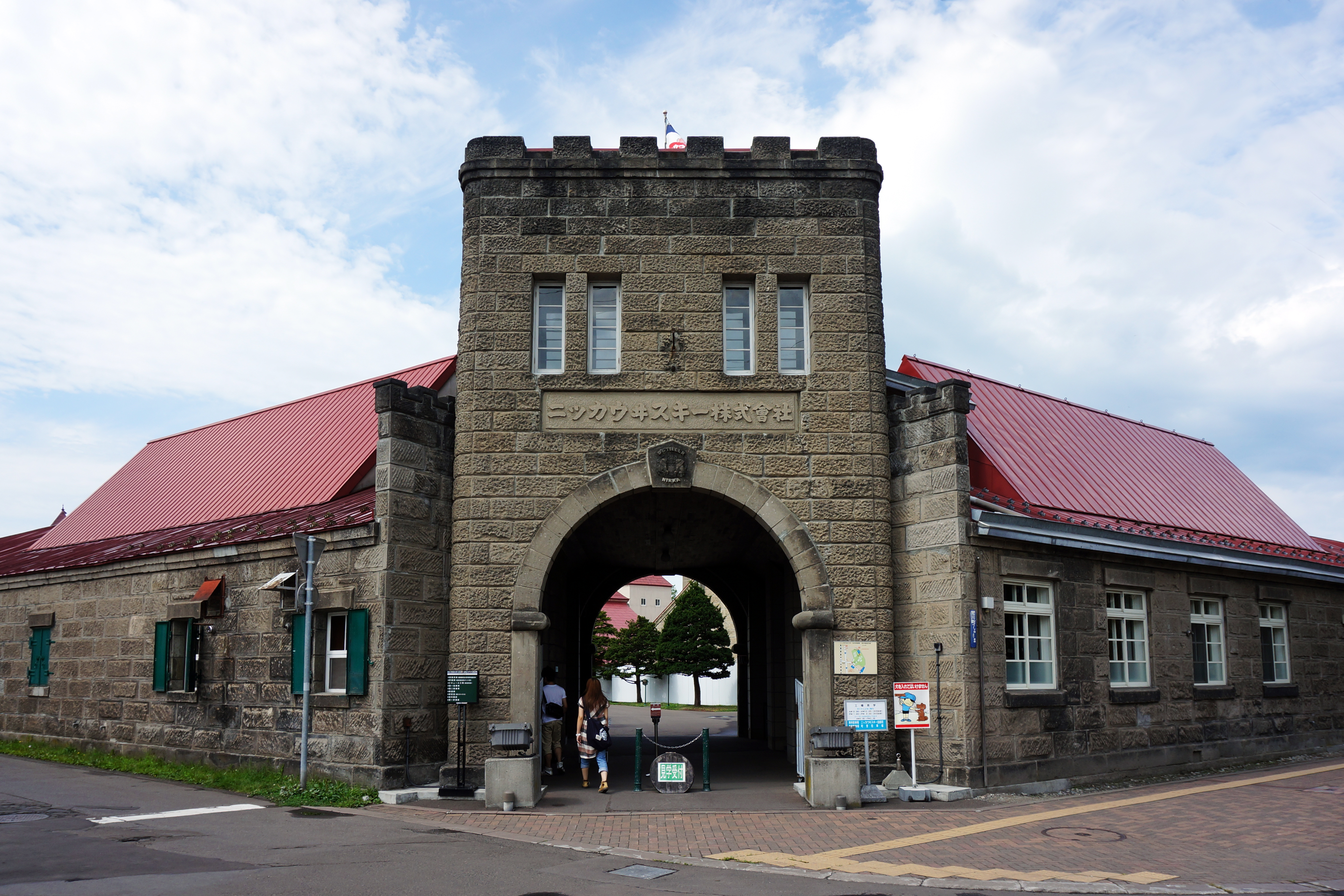
余市蒸溜所

厚岸蒸溜所 (あっけしじょうりゅうじょ)
2016年創業。北海道の厚岸町に位置し、東京の食品原材料輸入商社である堅展実業が所有している。アイラウイスキーのようなウイスキー造りを目指している。2020年10月から二十四節気をモチーフにした製品「二十四節気シリーズ」をリリースしていることで知られている。
ニセコ蒸溜所 (ニセコじょうりゅうじょ)
2019年設立、2021年蒸留開始。所在地は北海道虻田郡で、日本酒銘柄「八海山」で知られる八海醸造が所有している。外国人観光客の多いニセコに立地していることから見学にも力を入れている。「ニセコ温泉郷 いこいの湯宿 いろは」に隣接する町有地に建設すされており、規模は延べ約1200m2。年間生産能力は90kL。子会社「ニセコ蒸溜所」を設立し2020年末竣工、2021年3月生産開始、10月に店舗を開店し2024年のウイスキー出荷開始を見込むとともに先行してクラフトジンの製造販売を開始。
馬追蒸留所 (まおいじょうりゅうじょ)
2022年創業。所在地は北海道夕張郡長沼町。2006年に設立された「マオイワイナリー」が前身で、ウイスキーの他にもブランデーやグラッパを製造している。熟成庫は核シェルターを流用している。
余市蒸溜所 (よいちじょうりゅうじょ)
1934年創業。ニッカウヰスキー所有。所在地は北海道余市郡。日本のウイスキーの父として知られる竹鶴政孝が寿屋 (後のサントリー)を退社後に設立したことで知られる。軽めのピートがきいた原酒を主に生産している。カフェ式連続蒸留器があり、少量ながらグレーン原酒も生産されている。
利尻蒸留所 (りしりじょうりゅうじょ)
2021年設立、2022年蒸留開始。所在地は北海道利尻郡。創業者はアメリカ出身のケイシー・ウォールで、利尻島でのテロワールにこだわったウイスキーづくりを行っている。
- 余市蒸溜所

## 東北地方

### 宮城県
宮城峡蒸溜所 (みやぎきょうじょうりゅうじょ)
1969年創業。ニッカウヰスキー所有。所在地は仙台市青葉区。付近を流れる新川の水で作ったブラックニッカの水割りを飲んだ竹鶴政孝が、この地に蒸留所を作ることを即決したことで知られる。モルトウイスキーのみならず、カフェ式連続蒸留器でグレーンウイスキーも製造している。

### 山形県
月光川蒸留所 (がっこうがわじょうりゅうじょ)
2023年蒸留開始。日本酒の「楯野川」で知られる楯の川酒造所有。所在地は山形県飽海郡遊佐町。遊佐蒸溜所からは車で10分ほど離れた場所にある。
遊佐蒸溜所 (ゆざじょうりゅうじょ)
2018年創業。金龍所有。所在地は山形県酒田市。2022年に初のシングルモルトウイスキーが発売された。

### 福島県
安積蒸溜所 (あさかじょうりゅうじょ)
1946年蒸留開始。笹の川酒造所有。所在地は福島県郡山市。戦後すぐにウイスキーの販売を開始し、1980年代前半の地ウイスキーブームでは「チェリーウイスキー」が一斉を風靡したが、ブームが終焉した1989年にウイスキーづくりを休止した。しかしその後ウイスキーの需要が回復してきたため、創業250周年となる2015年にウイスキー事業を再開し、2016年に蒸留を再開した。

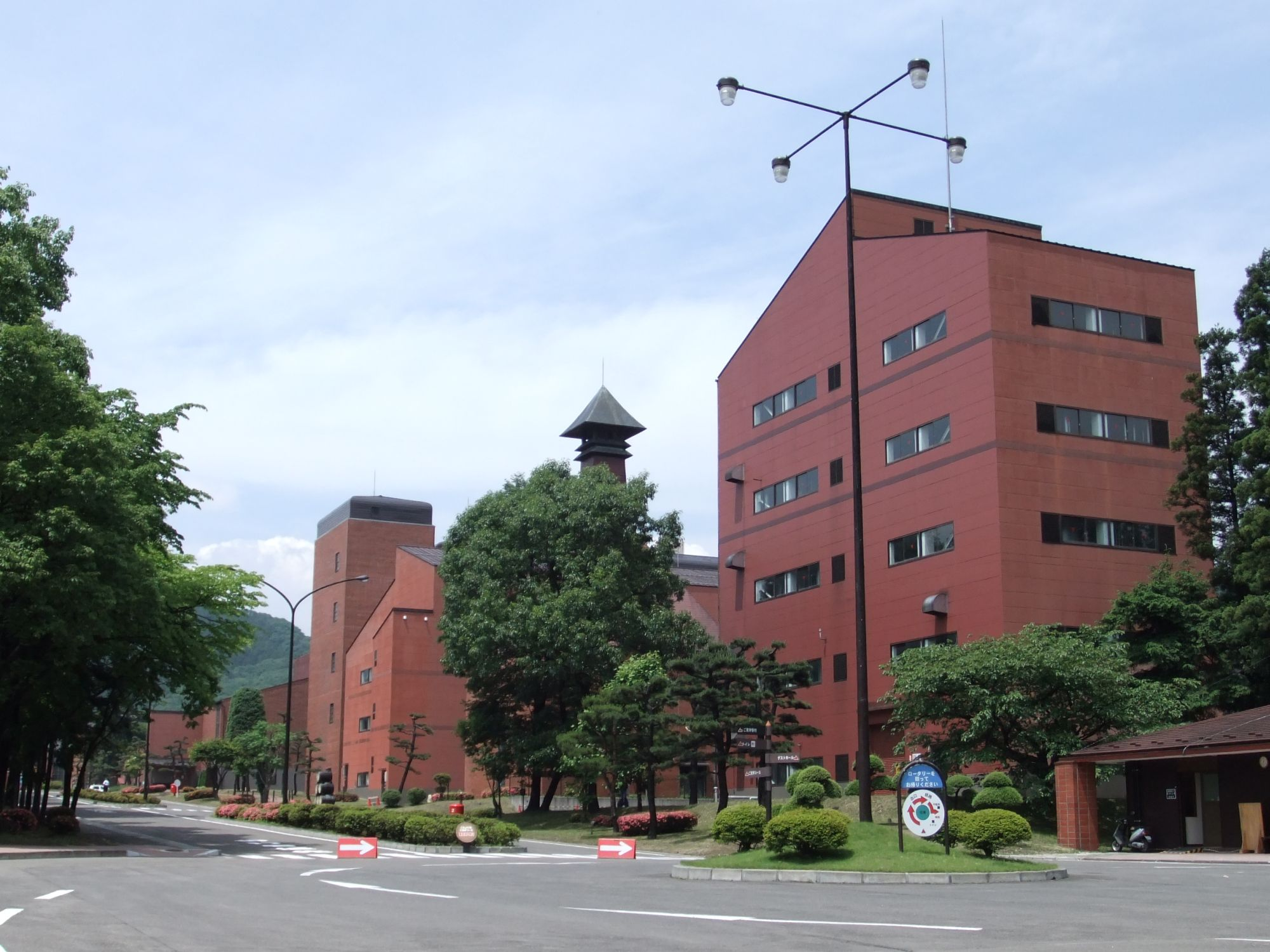
宮城峡蒸溜所

## 関東地方

### 茨城県
高藏蒸溜所 (たかぞうじょうりゅうじょ)
明利酒類所有。所在地は茨城県水戸市。1952年にウイスキーの製造を開始するも工場の火災のためわずか数年で製造を中止。その後2022年にウイスキーづくりを再開した。焼酎用のステンレス製ポットスチル内部に銅板を組み込んで使用している。
八郷蒸溜所 (やさとじょうりゅうじょ)
2020年蒸留開始。日本酒「菊盛」やクラフトビールの「常陸野ネストビール」で知られる木内酒造が所有している。所在地は茨城県石岡市。モルトウイスキーとグレーンウイスキーの両方を生産しており、モルトウイスキーは「日の丸ウイスキー」の名で販売している。

### 栃木県
日光街道 小山蒸溜所 (にっこうかいどう おやまじょうりゅうじょ)
2022年蒸留開始。西堀酒造所有。所在地は栃木県小山市。日本酒づくりの技術を取り入れたウイスキーづくりを掲げており、麦汁用に馴化させた清酒酵母を使った独特なウイスキーづくりを行っている。

### 群馬県
北軽井沢蒸留所 (きたかるいざわじょうりゅうじょ)
2023年蒸留開始。所在地は群馬県吾妻郡長野原町。銀座でBar LAGを経営する坂本龍彦によって創設された。

### 埼玉県
鴻巣蒸溜所 (こうのすじょうりゅうじょ)
2020年蒸留開始。所在地は埼玉県鴻巣市。オーナーはマレーシアの実業家、エリック・チョアであり、日本で初めて海外資本によって設立されたジャパニーズ・ウイスキーの蒸留所である。
秩父蒸溜所 (ちちぶじょうりゅうじょ)
2008年2月蒸留開始。所在地は埼玉県秩父市。ベンチャーウイスキー創業者の肥土伊知郎が設立した蒸留所であり、製品は「イチローズモルト」の名で世界的な人気を博している。世界のウイスキー蒸留所で唯一ミズナラ製のウォッシュバック（発酵槽）を使っている。
秩父第2蒸溜所 (ちちぶだいにじょうりゅうじょ)
2018年4月着工。2019年蒸留開始。ベンチャーウイスキー所有。所在地は埼玉県秩父市。イチローズモルトの品薄状態の解消と長期熟成用原酒の確保を目的に、2019年に秩父蒸溜所から600メートルほど離れた場所に設立された。当初は秩父蒸溜所の5倍の生産量だが将来的に2シフト制にして10倍にする計画である。
羽生蒸溜所 (はにゅうじょうりゅうじょ)
東亜酒造所有。所在地は埼玉県羽生市。1980年代にウイスキーの蒸留を開始したもののウイスキーブームの終焉とともに2000年に製造を中止、親会社が代わったことで蒸留所も取り壊された。その後2019年に蒸留所の再建を始め、2021年に蒸留を再開した。ブロックチェーンでウイスキーの樽を販売する「ユニカスク」に原酒を提供している。

### 神奈川県
湘南蒸留所 (しょうなんじょうりゅうじょ)
2020年蒸留開始。熊澤酒造所有。所在地は神奈川県茅ヶ崎市。貴醸酒樽やインペリアルスタウト樽などのユニークな樽使いが特徴である。

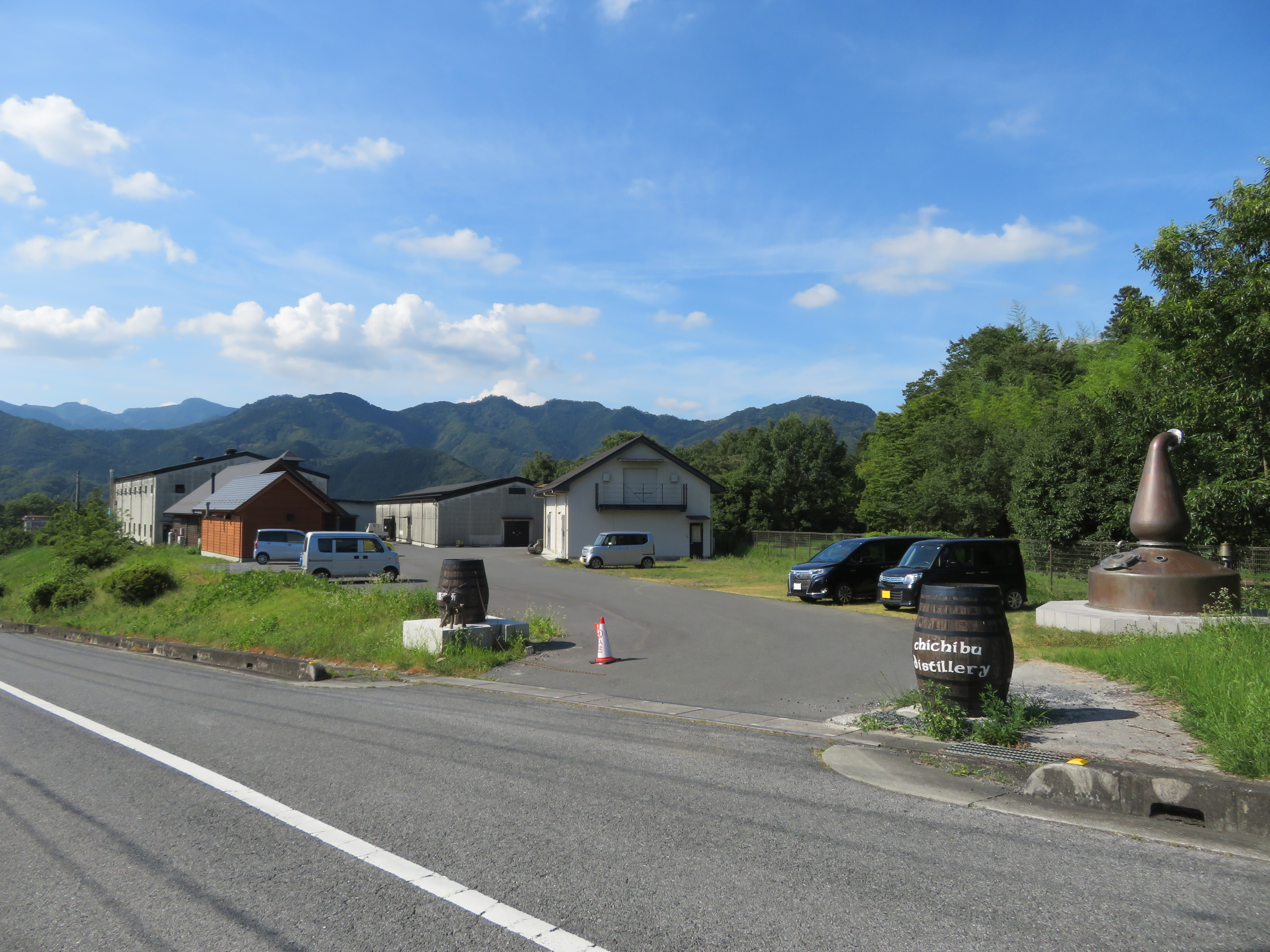
秩父蒸溜所

## 中部地方

### 新潟県
新潟亀田蒸溜所 (にいがたかめだじょうりゅうじょ)
2021年蒸留開始。所在地は新潟県新潟市。「はんこの大谷」を展開する印章メーカー・株式会社大谷が母体である。モルトウイスキーのみならず米を使ったグレーンウイスキーも製造している。

### 富山県
三郎丸蒸留所 (さぶろうまるじょうりゅうじょ)
1952年蒸留開始。若鶴酒造所有。所在地は富山県砺波市。2000年代にウイスキーづくりを中止していたが、2017年に製造を再開、2019年には世界初の鋳造製ポットスチル「ZEMON」を導入している。スモーキーなウイスキーづくりが特徴。

### 石川県
オリエンタル金沢蒸溜所 (オリエンタルかなざわじょうりゅうじょ)
2022年蒸留開始。所在地は石川県金沢市。金沢で地ビールづくりをしているオリエンタルブルーイングが所有している。

### 山梨県
白州蒸溜所 (はくしゅうじょうりゅうじょ)
1973年創業。ビームサントリー所有。所在地は山梨県北杜市白州町。山崎蒸溜所の創業50周年となる1973年に操業を開始した。サントリーは蒸留所周囲82.5万平方メートルの土地を取得しており、そのうち83%は自然の山林のままであることから「森の蒸留所」と称される。カフェ式連続蒸留器があり、少量ながらグレーンウイスキーも製造している。
富嶽蒸溜所 (ふがくじょうりゅうじょ)
2023年蒸留開始。所在地は山梨県富士吉田市。仕込み水にこだわっており、もともと採水工場があった土地に蒸留所を建設している。
富士北麓蒸溜所 (ふじほくろくじょうりゅうじょ)
2020年蒸留開始。井出醸造店所有。所在地は山梨県南都留郡富士河口湖町。内部に銅板を組み込んだ焼酎用ステンレス製ポットスチルを使っているほか、米と清酒酵母を原料にしたグレーンウイスキーも製造している。

### 長野県
飯山マウンテンファーム蒸溜所 (いいやまマウンテンファームじょうりゅうじょ)
2019年蒸留開始。所在地は長野県飯山市。酒の輸入を手掛けるきよかわ社所有。「Farm to Bottle」を掲げており、飯山産にこだわったウイスキーづくりを行っている。
軽井沢ウイスキー蒸留所 (かるいざわウイスキーじょうりゅうじょ)
2022年蒸留開始。戸塚酒造所有。所在地は長野県北佐久郡軽井沢町。旧軽井沢蒸留所の復活を掲げており、旧軽井沢で製造を担当していた中里美行を工場長に招聘し、旧軽井沢と同様にシェリー樽での熟成をメインにしている。
小諸蒸留所 (こもろじょうりゅうじょ)
2023年蒸留開始。所在地は長野県小諸市。カバラン蒸留所の元マスターブレンダーであるイアン・チャンが参画している。
野沢温泉蒸留所 (のざわおんせんじょうりゅうじょ)
2023年蒸留開始。所在地は長野県下高井郡野沢温泉村。日本のクラフト蒸留所としては唯一、麦以外の穀物の濾過に対応したマッシュフィルターを導入している。ポットスチルにはジン用の設備も付いており、ジンの製造が可能となっている。
マルス駒ヶ岳蒸溜所 (マルスこまがたけじょうりゅうじょ)
1985年蒸留開始。本坊酒造所有。所在地は長野県上伊那郡宮田村。ウイスキーブームの終焉とともに1992年に蒸留を休止したが、2011年に生産を再開した。2024年3月までは「マルス信州蒸溜所」の名で操業していた。
御代田蒸留所 (みよたじょうりゅうじょ)
2023年蒸留開始。戸塚酒造所有。所在地は長野県北佐久郡御代田町。軽井沢ウイスキー蒸溜所を所有する戸塚酒造が設立し、同蒸留所から車で30分ほどの位置にある。かつてJAバンクだった建物をそのまま流用しており、ウイスキーのほかにもアクアヴィットなどの蒸留酒を製造している。

### 岐阜県
飛騨高山蒸溜所 (ひだたかやまじょうりゅうじょ)
2023年蒸留開始。舩坂酒造店所有。所在地は岐阜県高山市。岐阜県初のウイスキー蒸留所であり、廃校となった小学校を改装して設立された。三郎丸蒸留所で使われている鋳造製ポットスチル「ZEMON」の改良版である「ZEMON2」を導入している。ポットスチルはかつて体育館だった場所に設置されている。

### 静岡県
井川蒸溜所 (いかわじょうりゅうじょ)
2020年蒸留開始。特種東海製紙の子会社である十山が所有している。所在地は静岡県静岡市葵区。244平方キロメートルにもおよぶ特種東海製紙の社有林を活用するために設立されており、社有林でとれる木材を活用した樽づくりも行っている。
静岡蒸溜所 (しずおかじょうりゅうじょ)
2014年蒸留開始。ガイアフローディスティリング所有。所在地は静岡県静岡市葵区。世界的にも稀な薪による直火加熱式のポットスチルと、かつて軽井沢蒸留所で稼働していたポットスチルを使用している。直火加熱による厚みのある酒質が特徴。ウイスキーの輸入業も行っており、ブラックアダーの輸入代理店である。
富士御殿場蒸溜所 (ふじごてんばじょうりゅうじょ)
1973年蒸留開始。キリンディスティラリー所有。所在地は静岡県御殿場市。1972年にキリンビール、イギリスのシーバスブラザーズ、アメリカのシーグラムの合弁会社として設立された。モルトウイスキーとグレーンウイスキーの両方を製造しており、特にグレーンでは複数の蒸留器を使い分けることでライト、ミディアム、ヘビーといった多彩な造り分けを行っているのが特徴。

### 愛知県
知多蒸溜所 (ちたじょうりゅうじょ)
1973年蒸留開始。所在地は愛知県知多市。サントリーとJA全農が株式の50%を分け合う形で設立された。日本最大のグレーンウイスキー蒸留所としてサントリーのブレンデッドウイスキー用のウイスキーを製造しており、2017年の生産量は5,000万リットルにもおよぶ。

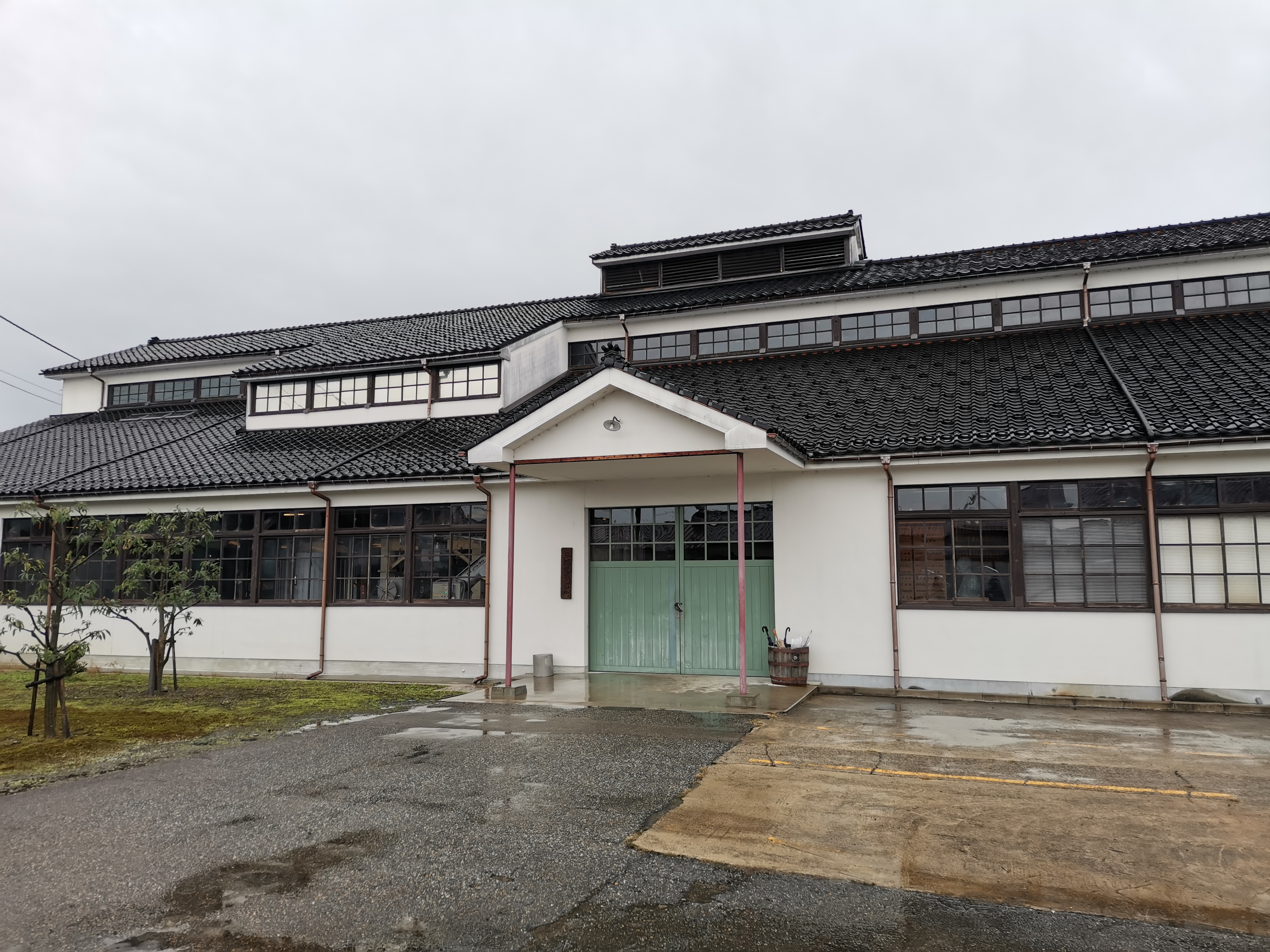
三郎丸蒸留所
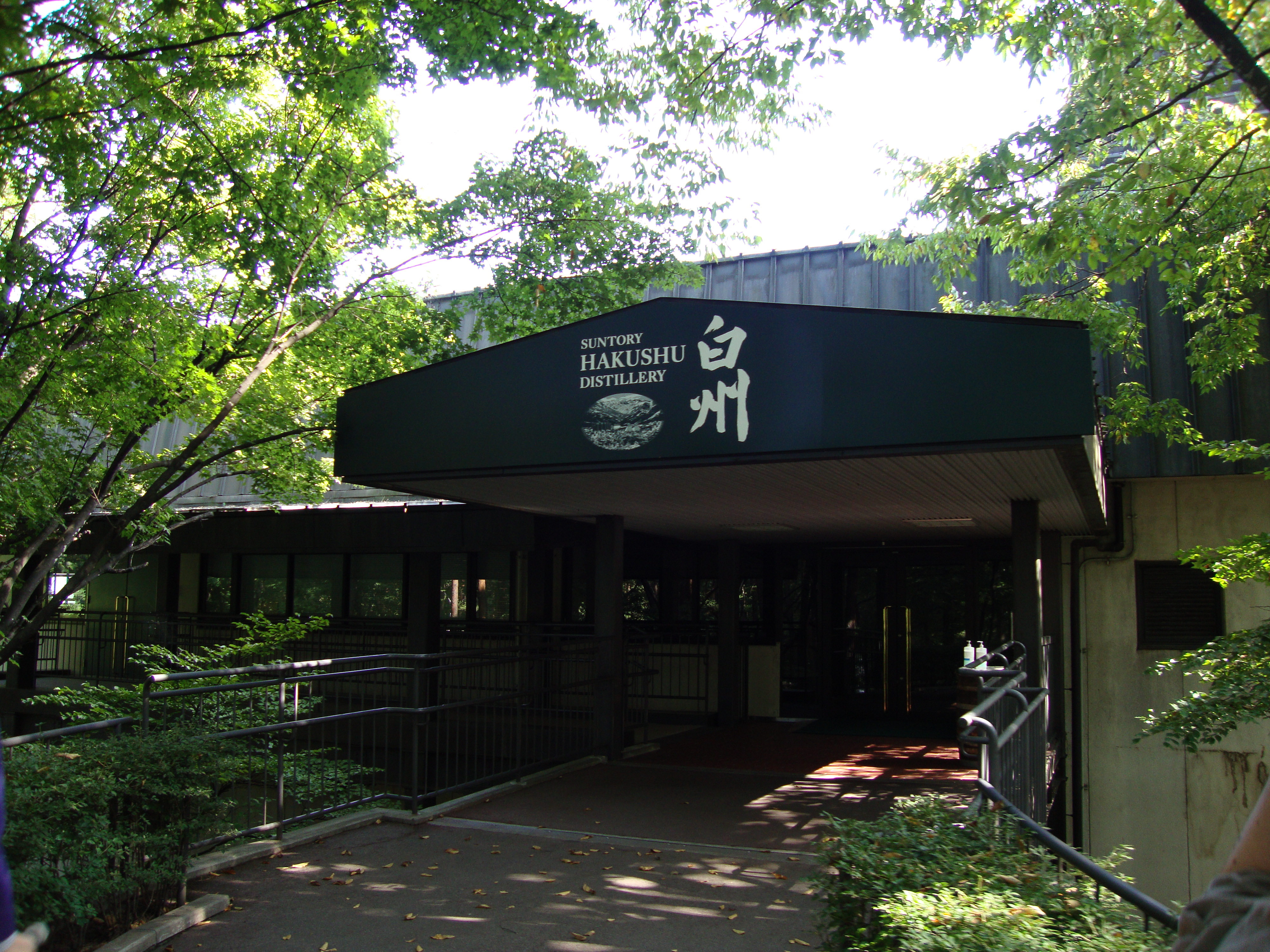
白州蒸溜所
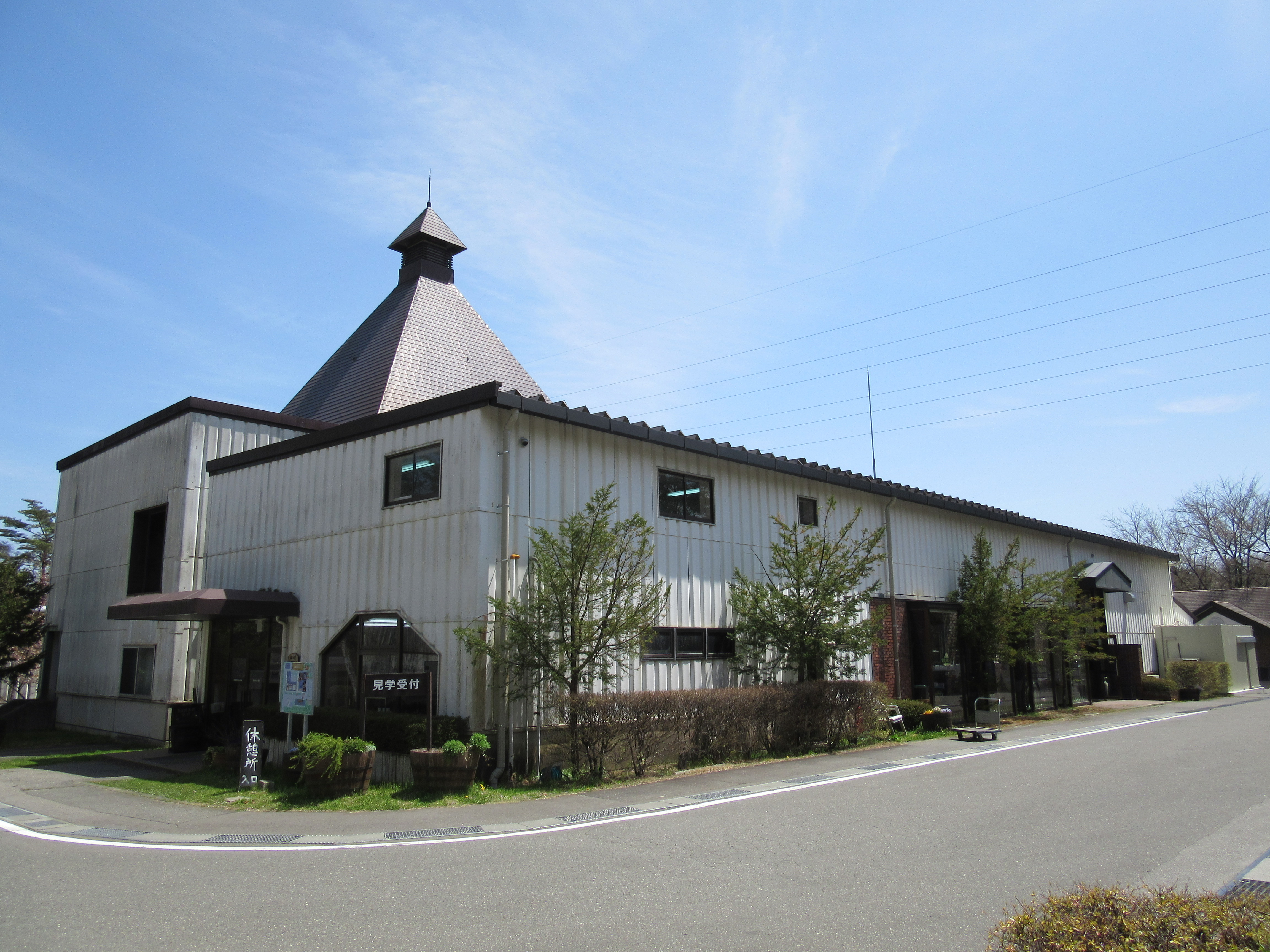
マルス駒ヶ岳蒸溜所
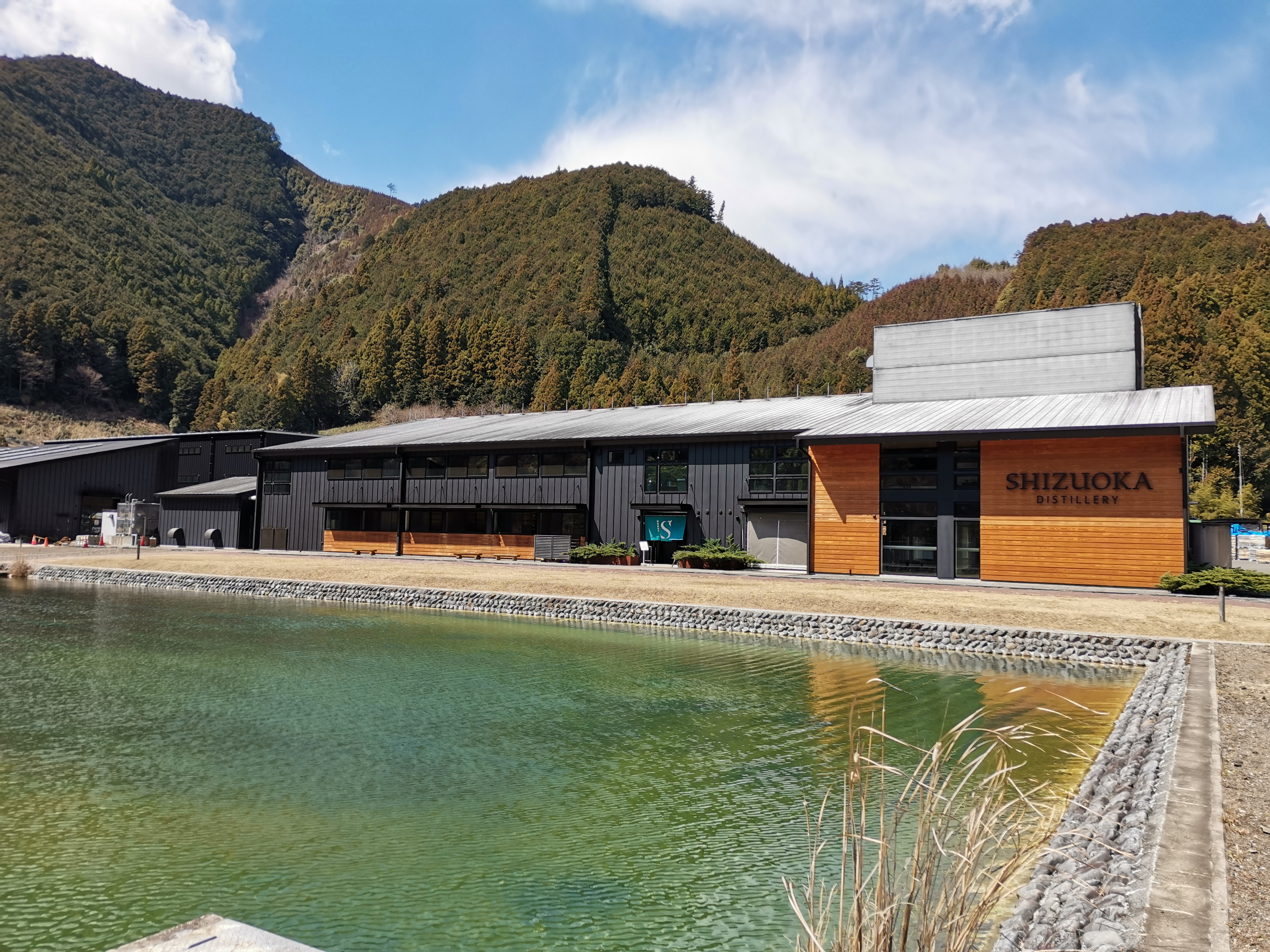
静岡蒸溜所
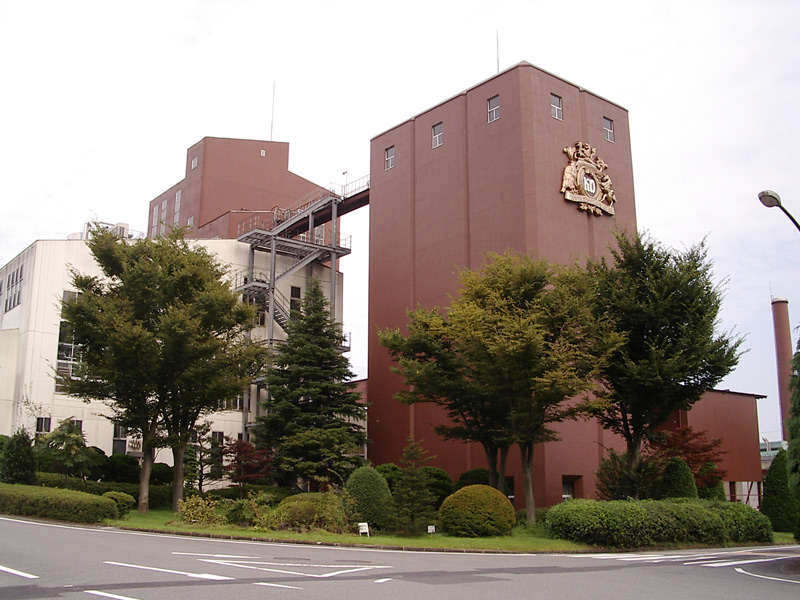
富士御殿場蒸溜所
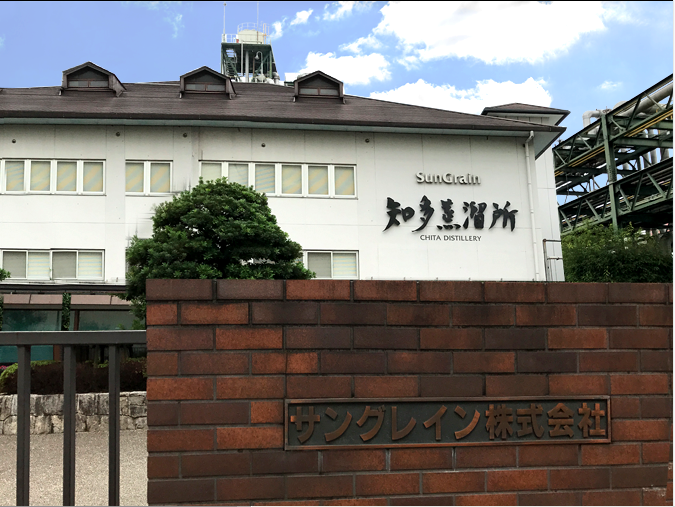
知多蒸溜所

## 近畿地方

### 滋賀県
長浜蒸溜所 (ながはまじょうりゅうじょ)
2016年蒸留開始。長濱浪漫ビール所有。所在地は滋賀県長浜市。ビール醸造所兼レストランである長濱浪漫ビールの20周年事業として設立され、ビールづくりの設備を流用する形で製造が行われている。「一醸一樽」（1回の仕込みで1樽のウイスキーを作る）を掲げた少量生産が特徴である。
琵琶湖蒸溜所 (びわこじょうりゅうじょ)
2023年蒸留開始。日本酒の「松の花」を製造する川島酒造が所有している。所在地は滋賀県高島市。

### 大阪府
山崎蒸溜所 (やまざきじょうりゅうじょ)
1923年創業、1924年蒸留開始。ビームサントリー所有。所在地は大阪府三島郡島本町。日本初のモルトウイスキー蒸留所であり、世界で初めてミズナラをウイスキーの熟成に使った蒸留所でもある。多彩な原酒を造り分けているのが特徴。

### 兵庫県
江井ヶ島蒸留所 (えいがしまじょうりゅうじょ)
1961年蒸留開始。江井ヶ嶋酒造所有。所在地は兵庫県明石市。ウイスキーの製造免許を取得したのは1919年であり寿屋（現サントリー）の1924年よりも早かったが、ポットスチルを設置して蒸留を始めたのは1961年であった。製品は「ホワイトオーク」「あかし」「江井ヶ嶋」の名で販売されている。2016年現在の蒸留所は1984年に新設したものである。
海峡蒸溜所 (かいきょうじょうりゅうじょ)
2017年蒸留開始。明石酒類醸造所有。所在地は兵庫県明石市。トルベイグ蒸留所を所有するオランダのマルシアビバレッジ社から資本提携を受けている。
神戸蒸溜所 (こうべじょうりゅうじょ)
2022年蒸留開始。グロースターズ所有。所在地は兵庫県神戸市。もともとは神戸ワイナリーのブランデー製造施設であったことから、ブランデー用ポットスチルの真横にウイスキー用ポットスチルがあるという珍しい光景が見られる。
丹波蒸溜所 (たんばじょうりゅうじょ)
2018年蒸留開始。伏見の日本酒メーカー黄桜が所有している。所在地は兵庫県丹波篠山市。伏見のビール工場で糖化させた麦汁を丹波に運んできて発酵、蒸留している。自社培養した多種多様な酵母での発酵を行っているのが特徴。
養父蒸溜所 (やぶじょうりゅうじょ)
2023年蒸留開始。酒販業を営むウィズワンが所有している。所在地は兵庫県養父市。蒸留所の前には清流で知られる若杉川が流れている。
六甲山蒸溜所 (ろっこうさんじょうりゅうじょ)
2021年蒸留開始。アクサス所有。所在地は兵庫県神戸市。神戸市の賑わい創出事業の公募に採用されており、蒸留所開設の条件として観光客の受け入れを提示されているため、毎週日曜日に見学ツアーを行っている。

### 和歌山県
紀州熊野蒸溜所 (きしゅうくまのじょうりゅうじょ)
2019年蒸留開始。プラム食品所有。所在地は和歌山県西牟婁郡上富田町。熊野三山で信仰されている八咫烏を蒸留所のシンボルとしている。

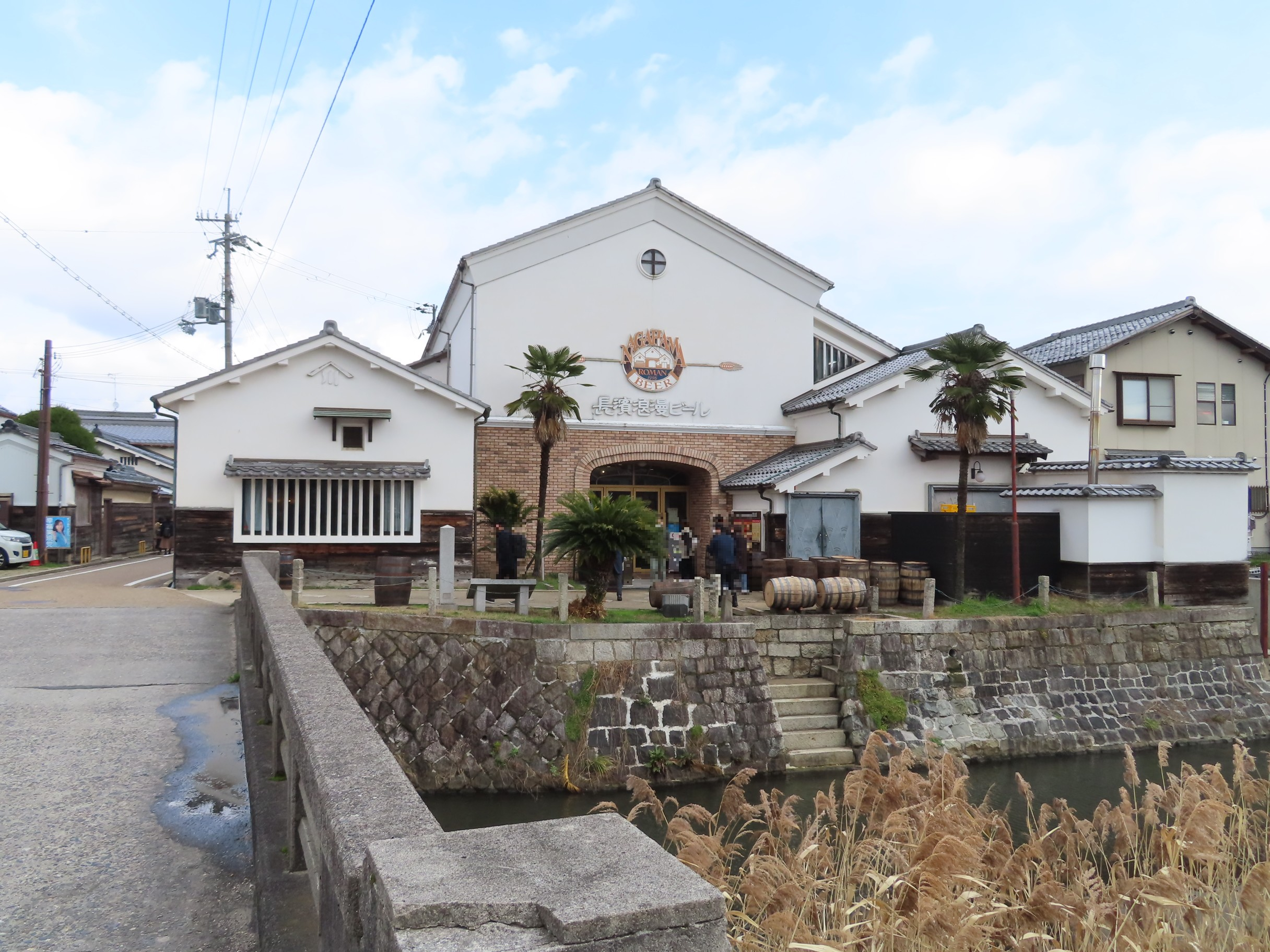
長濱蒸溜所
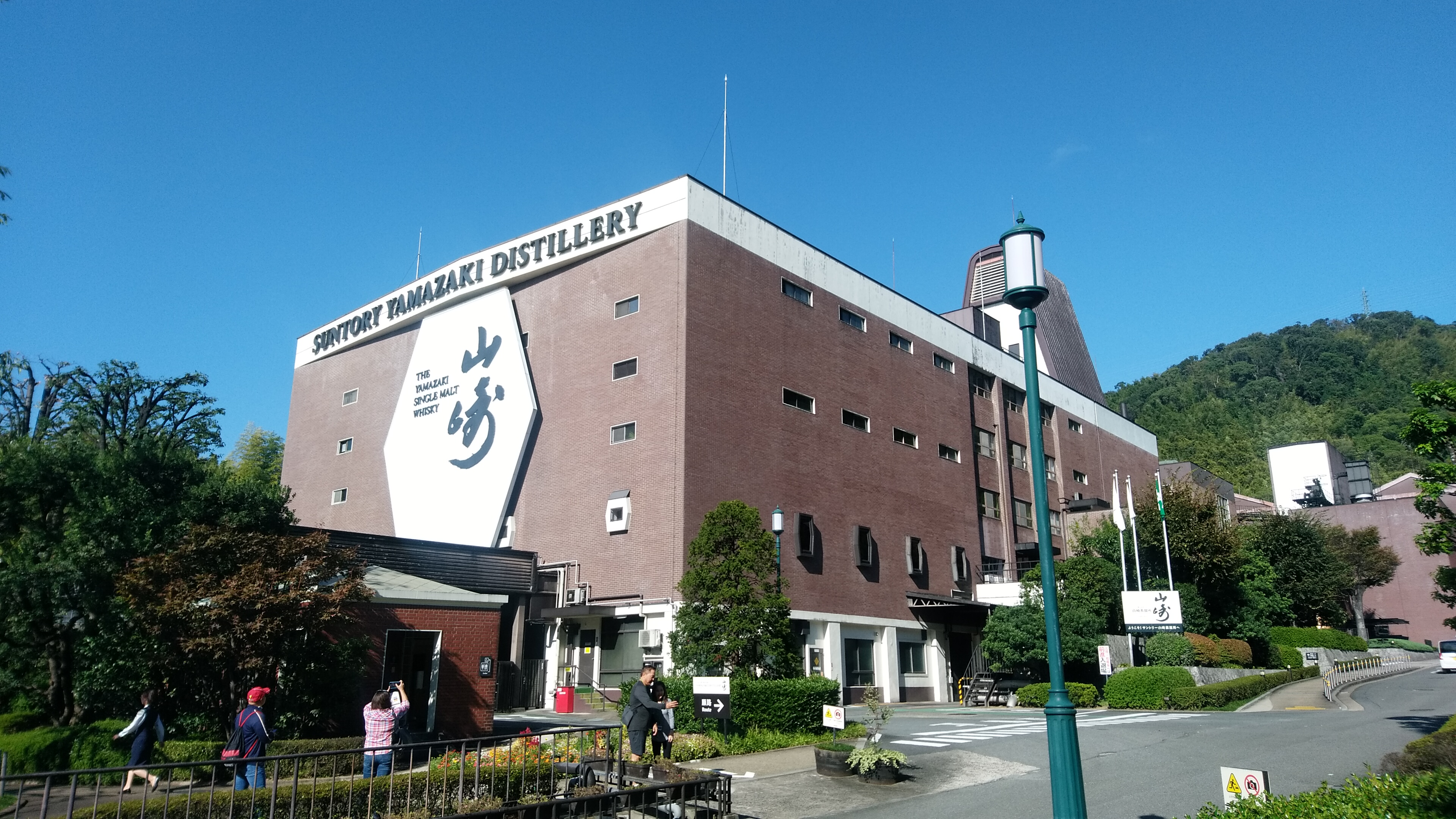
山崎蒸溜所
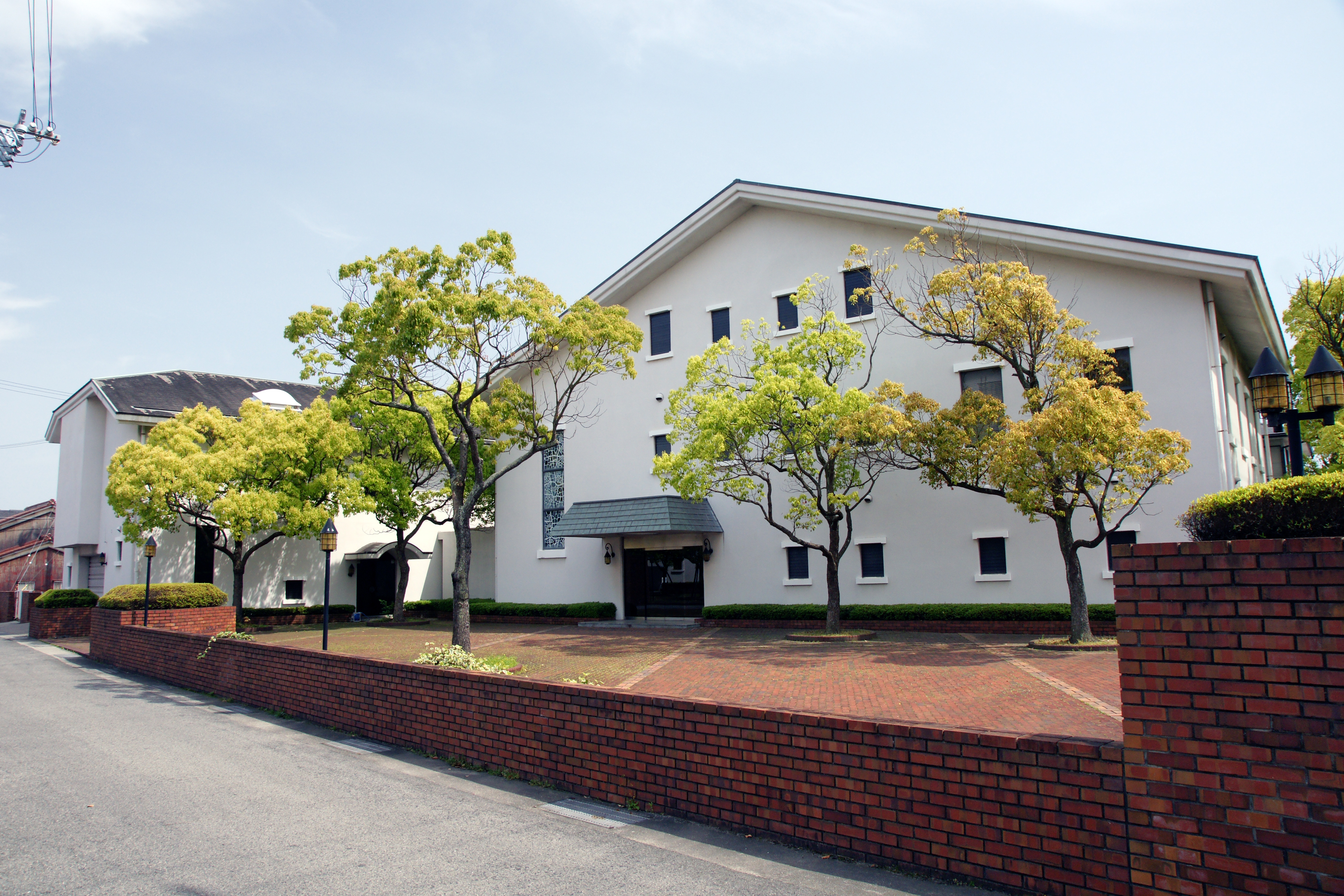
江井ヶ島蒸留所

## 中国地方

### 鳥取県
倉吉蒸溜所 (くらよしじょうりゅうじょ)
2015年にウイスキー製造免許を取得。松井酒造所有。所在地は鳥取県倉吉市。「倉吉」「松井」「鳥取」「山陰」などのブランドでウイスキーを販売している。設備の詳細は非公開である。自社蒸留施設について一切公表が無いにも関わらず製品に「倉吉蒸留所」の表記があり、これを一般客が問題にしたところ、代表者が開き直りとも思えるメッセージを自社Webサイト上で表明して物議を醸した。その後、2018年になってポットスチルを備えた倉吉蒸留所を新設、実際の蒸留を開始。

### 岡山県
岡山蒸溜所 (おかやまじょうりゅうじょ)
2011年蒸留開始。クラフトビールの「独歩」や日本酒の「極聖」を製造する宮下酒造が創業100周年を記念して本社工場（岡山県岡山市中区）内で蒸留を開始した。所在地は岡山県岡山市。ビールやジンと製造設備を共有しており、年間1万リットルほどの少量生産を行っている。当初は焼酎用の「ステンレス製蒸留器で試験製造を行っていたが、2015年7月にウイスキー用の銅製ポットスチルを導入し、本格稼働させた。その後2017年には蒸溜所を同社直営観光酒蔵「酒工房 独歩館」横へ移転した。

### 広島県
SAKURAO DISTILLERY (さくらおディスティラリー)
2017年蒸留開始。サクラオブルワリーアンドディスティラリー所有。所在地は広島県廿日市市。1980年代の地ウイスキーブームの時代には「グローリー」というウイスキーを販売していたが、ブームの終焉とともに1989年には製造を停止している。2017年に本蒸留所を設立してウイスキーづくりに参入すると、2019年にはグレーンウイスキーの製造も開始しており、2023年には自社製造モルトと自社製造グレーンをブレンドした「ブレンデッドジャパニーズウイスキー 戸河内」を発売した。製品は「桜尾」「戸河内」の名で販売されている。
SETOUCHI DISTILLERY (せとうちディスティラリー)
2022年蒸留開始。日本酒「千福」を製造する三宅本店が所有している。所在地は広島県呉市。設備を納期が早い中国製で統一したことで、計画からわずか1年未満で蒸留を開始した。蒸留工程でテールの部分をある程度回収することで重厚な風味を目指している。

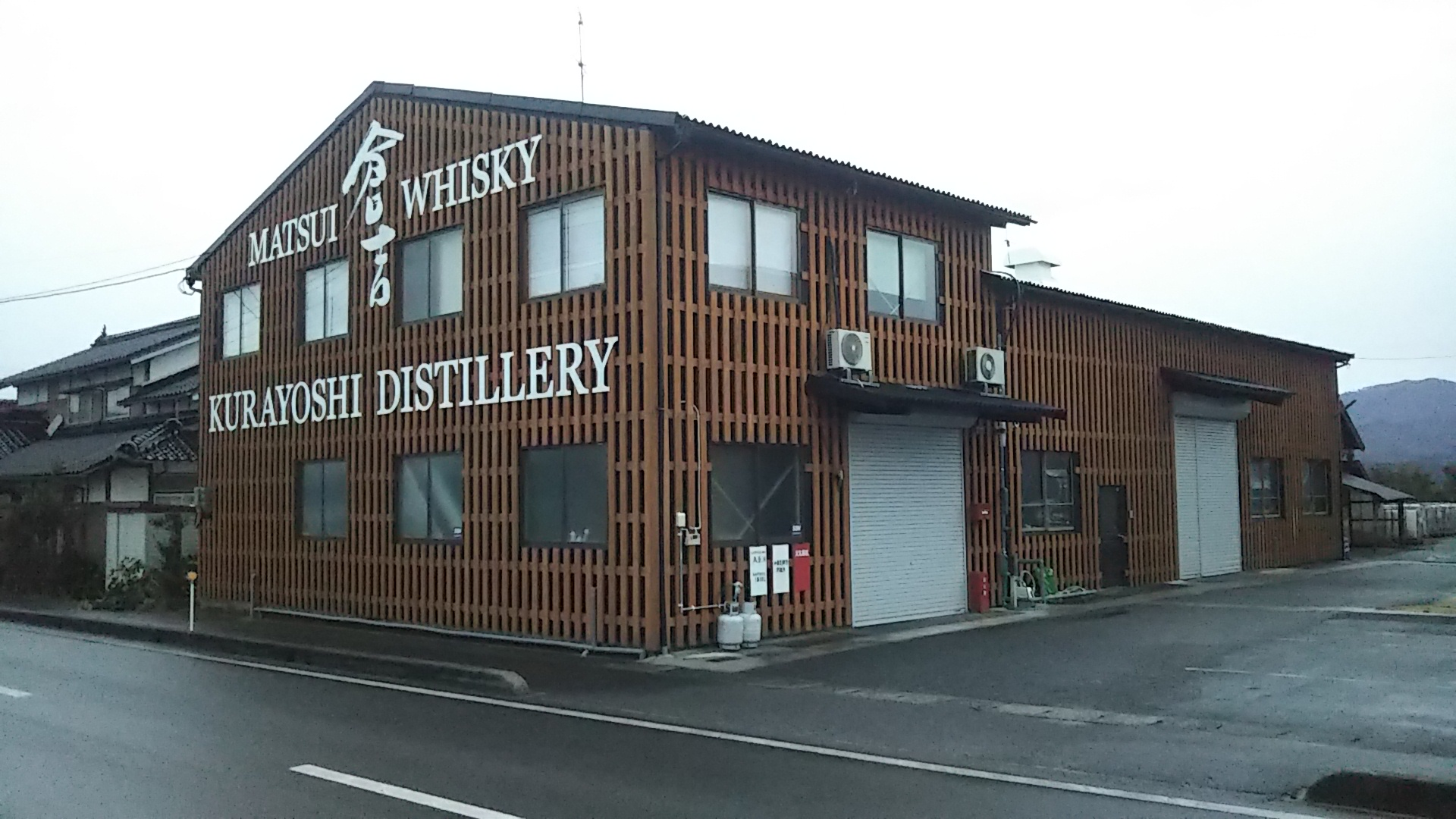
倉吉蒸溜所

## 四国地方

### 徳島県
阿波乃蒸溜所 (あわのじょうりゅうじょ)
2023年蒸留開始。日本酒「瓢太閤」を製造する日新酒類が所有している。所在地は徳島県阿波市。清流で知られる吉野川の伏流水を仕込み水にしている。

## 九州地方

### 福岡県
新道蒸溜所 (しんどうじょうりゅうじょ)
2021年蒸留開始。日本酒「国菊」「比良松」を製造する篠崎が所有している。所在地は福岡県朝倉市。自社林の木材での樽づくりを計画しており、ミズナラなどの植樹を行っている。
ニッカウヰスキー門司工場 (ニッカウイスキーもじこうじょう)
2017年蒸留開始。ニッカウヰスキー所有。所在地は福岡県北九州市。もともとは鈴木商店が1874年に大里酒精製造所として創設し、2006年にアサヒグループに買収された。1917年以降は焼酎を製造していたが、2017年に大麦を原料としたグレーンウイスキーの製造を始めている。

### 熊本県
山鹿蒸溜所 (やまがじょうりゅうじょ)
2021年蒸留開始。所在地は熊本県山鹿市。本坊酒造の技術支援のもと、焼酎工場をウイスキー蒸留所に転換して設立された。
大石酒造場 (おおいししゅぞうじょう)
2022年蒸留開始。所在地は熊本県球磨郡。球磨焼酎の蔵元であり、もともとシェリー樽やコニャック樽熟成の焼酎で高い評価を得ていた。内部に銅板を仕込んだステンレス製ポットスチルを導入してウイスキーづくりを開始した。

### 大分県
久住蒸溜所 (くじゅうじょうりゅうじょ)
2021年蒸留開始。酒販店を営む津崎商事が所有している。所在地は大分県竹田市。

### 宮崎県
尾鈴山蒸留所 (おすずやまじょうりゅうじょ)
2019年蒸留開始。焼酎「百年の孤独」を製造する黒木本店が所有している。所在地は宮崎県児湯郡。黒木本店が経営する農業法人から大麦の供給を受け、自社にて手作業で製麦を行っている。

### 鹿児島県
御岳蒸留所 (おんたけじょうりゅうじょ)
2019年蒸留開始。芋焼酎「天使の誘惑」などを製造する西酒造が所有している。所在地は鹿児島県鹿児島市。同社が所有するニュージーランドのワイナリーで使った樽を熟成に用いている。
嘉之助蒸溜所 (かのすけじょうりゅうじょ)
2017年蒸留開始。米焼酎「メローコヅル」を製造する小正醸造が所有している。所在地は鹿児島県日置市。同社は焼酎の木樽熟成のパイオニアであり、蒸留所名の「嘉之助」は木樽熟成を主導した同社2代目・小正嘉之助の名にちなんでいる。イギリスのディアジオと資本提携をしている。
小牧蒸溜所 (こまきじょうりゅうじょ)
2023年蒸留開始。芋焼酎「小牧」「一尚」を製造する小牧醸造が所有している。所在地は鹿児島県薩摩郡さつま町。同社COOの小牧伊勢吉が作家のC・W・ニコルと出会ったことをきっかけにウイスキーづくりを志すようになり、倉庫を改修して2022年に竣工した。発酵に和甕を使う試みを行っている。
ニッカウヰスキーさつま司蒸溜蔵 (ニッカウイスキーさつまつかさじょうりゅうぐら)
2018年蒸留開始。ニッカウヰスキー所有。所在地は鹿児島県姶良市。もともとは1936年に姶良酒造として設立され、幾度かの改名を経て2011年にニッカウヰスキーの子会社になった。創業以来長らく芋焼酎を製造してきたが、2018年から大麦グレーンとトウモロコシとライ麦を使ったグレーンの製造を開始した。
日置蒸溜蔵 (ひおきじょうりゅうぐら)
2020年蒸留開始。嘉之助蒸溜所を所有する小正醸造が所有しており、同社の焼酎製造を担っている。所在地は鹿児島県日置市。焼酎造りの閑散期にグレーンウイスキーを製造している。
菱田蒸溜所 (ひしだじょうりゅうじょ)
2022年蒸留開始。天星酒造所有。所在地は鹿児島県曽於郡大崎町。長濱蒸溜所と同じくリカーマウンテンの傘下である。
火の神蒸溜所 (ひのかみじょうりゅうじょ)
2023年蒸留開始。麦焼酎「神の河」を製造する薩摩酒造が所有している。同社は本坊酒造のグループ会社である。所在地は鹿児島県枕崎市。モルトウイスキーに加えてグレーンウイスキーも製造している。
マルス津貫蒸溜所 (マルスつぬきじょうりゅうじょ)
2016年蒸留開始。本坊酒造所有。所在地は鹿児島県南さつま市。本坊酒造がマルス駒ヶ岳蒸溜所に次ぐ2つ目の蒸留所として設立し、駒ヶ岳に比べてリッチでヘビーなウイスキーづくりを目指している。津貫は同社創業の地である。

### 沖縄県
許田蒸留所 (きょだじょうりゅうじょ)
1963年蒸留開始。ヘリオス酒造所有。所在地は沖縄県名護市。ヘリオス酒造はラム酒、泡盛、ビールなど様々な酒を造っており、ウイスキーづくりは操業から2年後の1961年に開始した。その後1989年頃からウイスキーづくりを休止していたが、2016年に再開。自社製原酒と海外産原酒をブレンドした「くら」シリーズや自社製シングルモルトの「許田」を販売している。

## 閉鎖

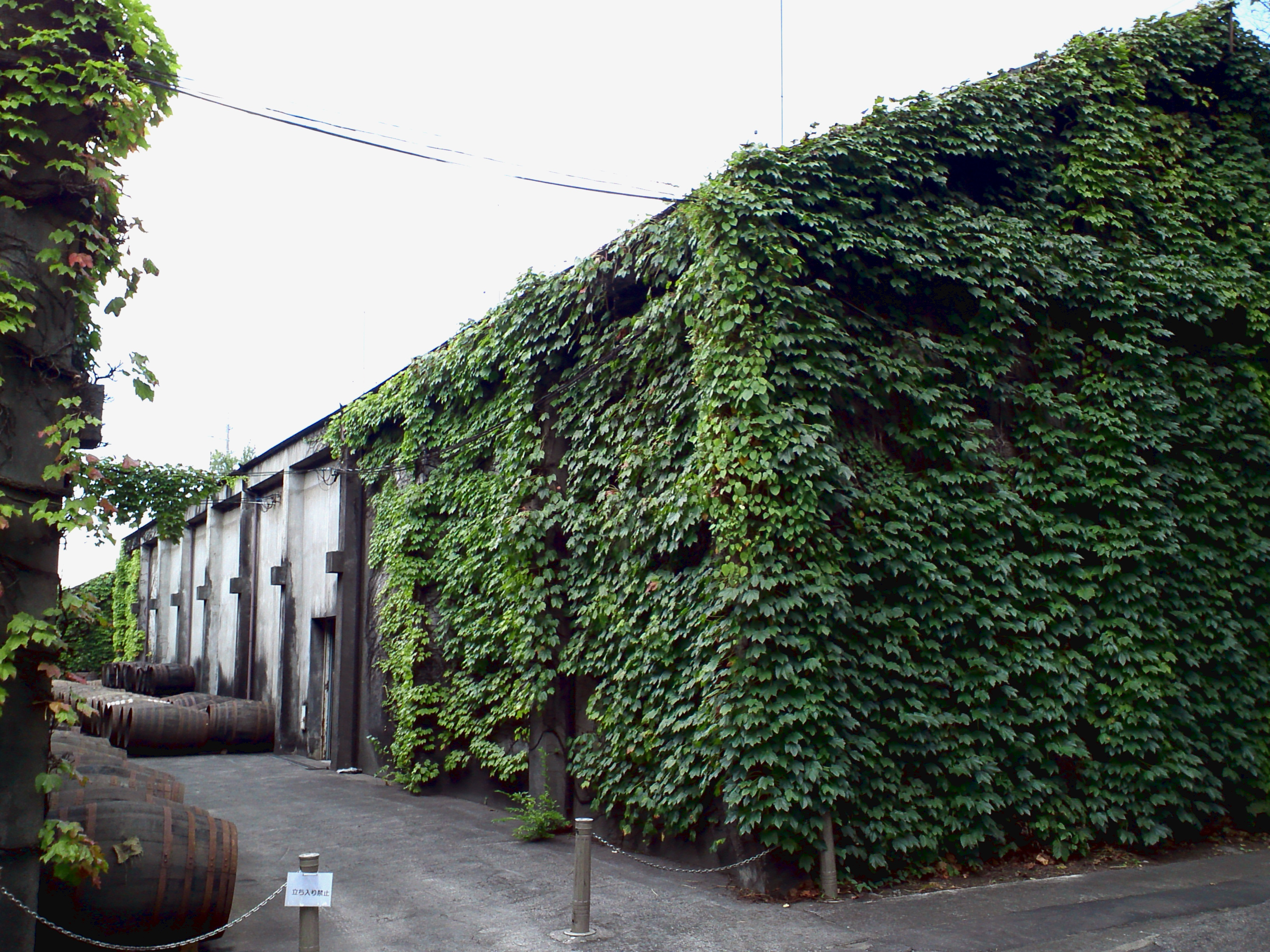
軽井沢蒸溜所

軽井沢蒸留所 (かるいざわじょうりゅうじょ)
1956年蒸留開始、2000年生産休止、2016年解体。所在地は長野県北佐久郡御代田町。シェリー樽での熟成にこだわっており、2015年に52年熟成の軽井沢が香港のオークションにて1420万円で落札されるなど、高い希少価値を得ている。
宝酒造白河工場（たからしゅぞう しらかわこうじょう）
大黒葡萄酒によって1939年に設立され、1947年6月に宝酒造に買収された。宝酒造のもとで焼酎、ウイスキー、梅酒を製造していたとされているが、設備の詳細は不明である。1980年代に「白河・ピュア・モルト 12年」を発売していたが、宝酒造はスコットランドからバルクウイスキーの輸入も手掛けていたため、これが本当に日本産ウイスキーであったかも定かではない。2003年に閉鎖して、松戸へ移転した。
山梨蒸溜所
本坊酒造が1960年に設立した。岩井喜一郎の指揮のもとで建設され、ヘビーでスモーキーなウイスキーづくりを行っていたが、9年後に閉鎖された。閉鎖後はワイナリーになっている。
鹿児島蒸溜所
本坊酒造が1981年に設立した。こちらも山梨蒸溜所と同様にヘビーでスモーキーなウイスキーづくりを行っていたが、1984年に閉鎖された。鹿児島でつくられたウイスキーは「ザ・モルト・オブ・カゴシマ」の名で製品化された。
- 軽井沢蒸溜所